# Air Caraïbes

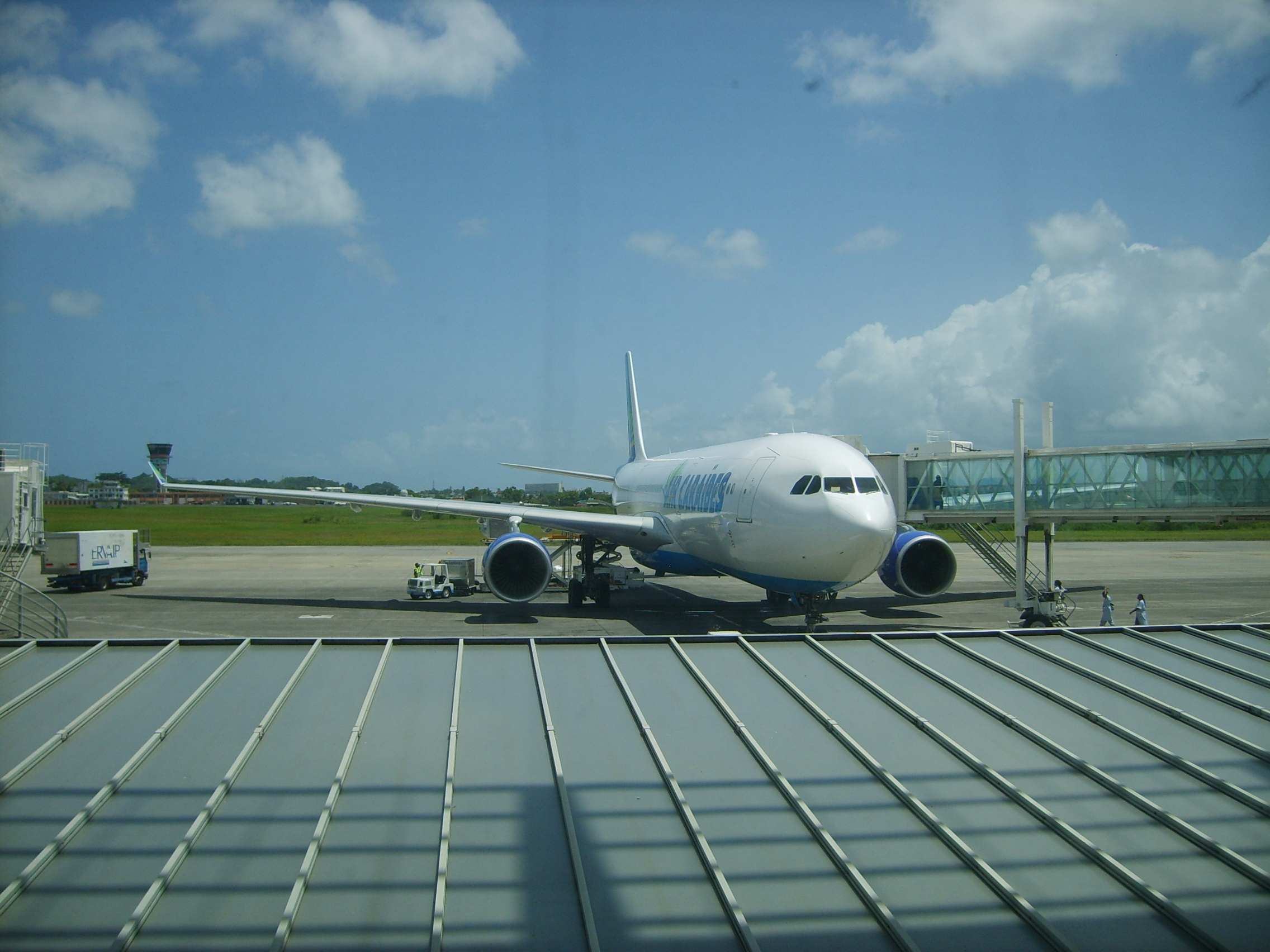
Vliegtuig van Air Caraïbes op Guadeloupe

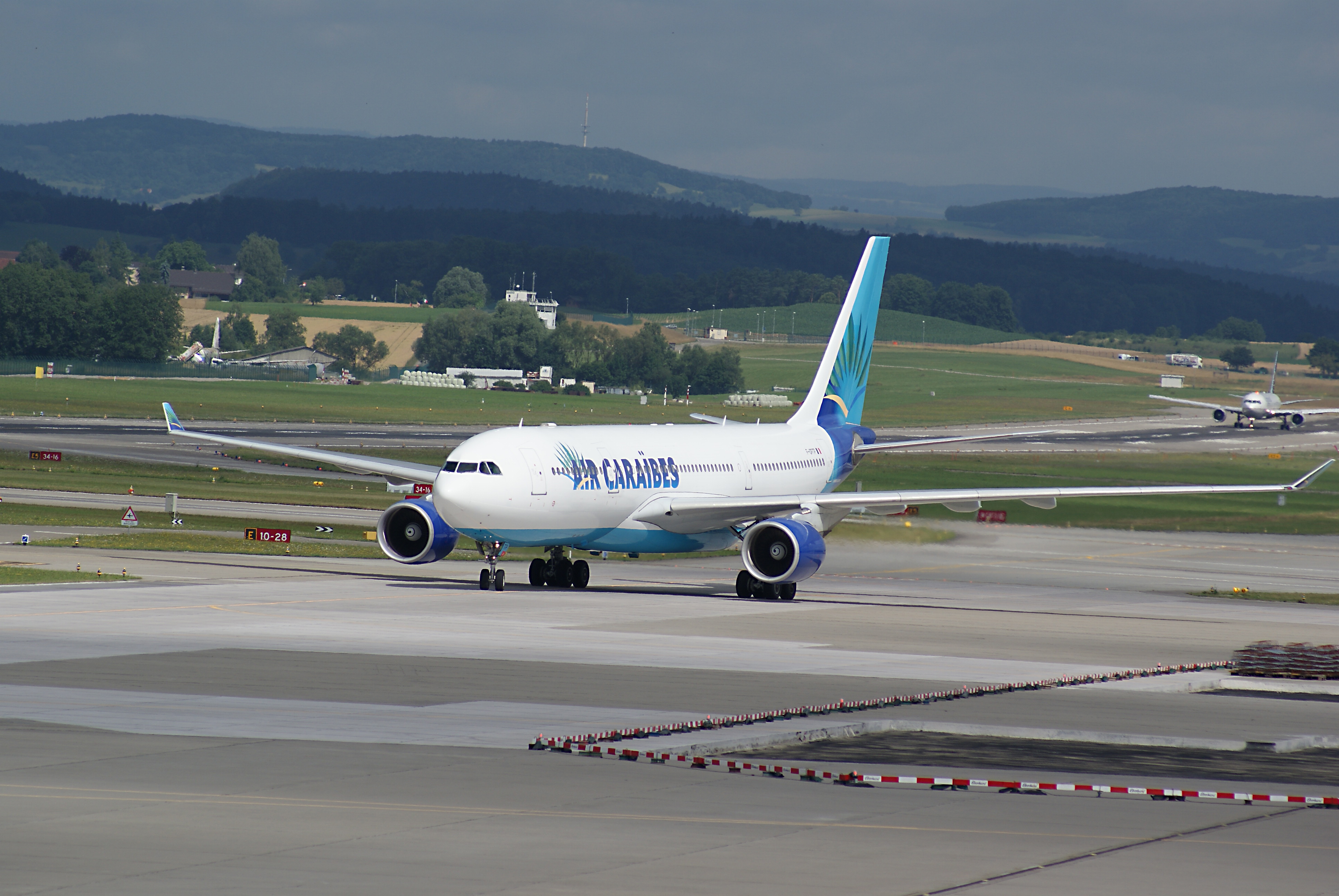
Airbus A330-223 van Air Caraïbes

Air Caraïbes is de regionale luchtvaartmaatschappij van het Franse Caribisch gebied, dat uit de Franse overzeese departementen Guadeloupe, Frans Guyana en Martinique bestaat. De luchtvaartmaatschappij heeft haar hoofdkantoor in Les Abymes in Guadeloupe. Air Caraïbes heeft lijn-en chartervluchten naar 13 eilanden in West-Indië. Ook heeft Air Caraïbes een trans-Atlantische vlucht naar Parijs, gevlogen met een Airbus A330-toestel onder het merk Air Caraïbes Atlantique.

## Geschiedenis
Het bedrijf werd opgericht in juli 2000 door de fusie van verschillende lokale luchtvaartmaatschappijen (Air Guadeloupe, Martinique Air, Air Saint Barthelemy en Air St. Martin). In 2002 kreeg de maatschappij 445.000 passagiers te verwerken en had een winst van 68 miljoen euro. Air Caraïbes is onderdeel van de Carib Sky Alliance, een alliantie die naast Air Caraïbes bestaat uit de volgende maatschappijen: Leeward Islands Air Transport en Winair (Windward Islands Airways).
Air Caraïbes werd opgericht als Société Caribienne en begon in september 1994 met het uitvoeren van vluchten onder die naam. Het begon diensten naar Parijs vanuit Guadeloupe en Martinique in december 2003. De luchtvaartmaatschappij is in handen van Groupe Dubreuil (85%) en heeft 627 medewerkers (in maart 2007).

## Bestemmingen
Air Caraïbes vliegt op de volgende luchthavens.
Barbados:
- Grantley

Brazilië:
- Belém

Cuba:
- Havana

Dominicaanse Republiek:
- Santo Domingo

Frankrijk
- Parijs

Frans Guiana:
- Cayenne

Haïti:
- Port-au-Prince

Guadeloupe:
- Îles des Saintes
- Marie-Galante
- Pointe-à-Pitre

Martinique:
- Fort-de-France
- Saint-Barthélemy
- Saint-Jean

Saint-Martin:
- Grand Case
- Philipsburg

Saint Lucia:
- Castries

## Vloot
De vloot van Air Caraïbes bestaat in mei 2024 uit de volgende toestellen:
| Aantal (12) | Type             | Routes                      |
| ----------- | ---------------- | --------------------------- |
| 2           | Airbus A330-300  | Middellange/lange afstanden |
| 1           | Airbus A330-200  | Middellange/lange afstanden |
| 3           | ATR 72           | Korte afstanden             |
| 3           | Airbus A350-900  | Lange astanden              |
| 3           | Airbus A350-1000 | Lange afstanden             |

In de zomermaanden vliegt Air Caraïbes ook nog met enkele lease-toestellen.